# Lawrence Schimel
Lawrence Schimel, né le 16 octobre 1971 à New York, est un écrivain et traducteur américain.

## Biographie
Né à New York dans une famille juive, Lawrence Schimel fait des études à l'université Yale.
Depuis 1999, il vit à Madrid. Il écrit aussi bien en anglais qu'en espagnol. 
Il écrit des nouvelles érotiques à thématique gay et des nouvelles de fantasy. Certaines de ses nouvelles ont été traduites en français, dont une nouvelle coécrite avec Mike Resnick.
Il a dirigé ou codirigé de nombreux ouvrages collectifs et anthologies, dont deux lui ont valu le prix Lambda Literary.
Il a publié aussi plusieurs albums de littérature d'enfance et de jeunesse. Deux d'entre eux ont été traduits en français en 2018. La traduction en hongrois de deux de ses livres pour enfants, sous le titre Micsoda család! a valu une amende à une chaîne de librairies en Hongrie parce qu'elle met en scène des familles homoparentales.
Il a traduit plusieurs livres de littérature d'enfance et de jeunesse, comme The Wild Book de Juan Villoro, ou La Bastarda de Melibea Obono.

## Œuvre
Recueils de nouvelles
- The Drag Queen of Elfland and Other Stories, Ultra Violet Library, 1997 (ASIN B01A68LKZY)
- Mi novio es un duende, Laertes, 1998  (ISBN 8475843484)
- Bien dotado, Laertes, 1999 ; rééd. Egales, 2007 (ASIN B01K95S0YI)
- His Tongue, Frog Books / North Atlantic Books, 2001  (ISBN 1583940499)
- Dos chicos enamorados, Laertes, 2001  (ISBN 8475844642)
- Two Boys in Love, Seventh Window Publications, 2006
- Fairy Tales for Writers, A Midsummer Night's Press, 2007 (ASIN B01JXMHSQO)
- Deleted Names,  A Midsummer Night's Press, 2007 (ASIN B01181JML2)
- Una barba para dos: Y otros 99 relatos eróticos, Editorial Dos Bigotes, 2016  (ISBN 849435597X)

Roman graphique
- Vacaciones en Ibiza, illustré par Sebas Martín, Editorial Gai y Lesbiana Egales, 2002  (ISBN 8495346486)

Recueil de poèmes
- Desayuno en la cama, Barcelona, Egales, 2008  (ISBN 8488052863)

Livres pour enfants
- No hay nada como el original, Oxford University Press España, 2004  (ISBN 849633600X)
- Lees Un Libro Conmigo?/ Want to Read a Book With Me?, illustré par Sara Rojo Pérez, Panamericana, 2005  (ISBN 9583019135)
- Buscando a la bruja, illustré par Sara Rojo Pérez, ediciones del Laberinto, 2007 (ASIN B01K944ESU)
- El huevo de cristal/The Crystal Egg, illustré par Sonia Sánchez, Topka, 2007  (ISBN 8493523933)
- Let's Go See Papá!, illustré par Alba Marina Rivera, Groundwood Books, 2011 (ASIN B01A0CUCWS)
- Volando cometas, illustré par Núria Fortuny, Bellaterra, 2013  (ISBN 8472906132)
- Little Pirate Goes to School, illustré par Sara Rojo Pérez, Innovative Kids, 2016 (ASIN B01K2WBJD2)
- Veux-tu lire avec moi ?, illustré par Thiago Lopes, Éditions Circonflexe, 2018  (ISBN 2878339452)
- Quel frère !, illustré par Gabriella Makhult, Callicéphale, 2018  (ISBN 2369630523)
- No es hora de jugar, illustré par Elina Braslina, Egales, 2018  (ISBN 9788417319342)
- Pronto por la mañana, illustré par Elina Braslina, Egales, 2018  (ISBN 9788417319359)
- ¡Qué suerte tengo!, illustré par Juan Camilo Mayorga ; J'ai trop de chance !, Mijade, 2020  (ISBN 2807701078)

Direction d'ouvrages
- Food for Life... And Other Dish: Providing Meals for People with AIDS, Cleis Press, 1996  (ISBN 1573440612)
- avec Carol Queen, PoMoSexuals: Challenging Assumptions About Gender and Sexuality, Cleis Press, 1997 (ASIN B00ZLW1NDU)
- avec Martin H. Greenberg, Blood Lines: Vampire Stories from New England, Cumberland House Publishing, 1997  (ISBN 1888952504)
- avec Martin H. Greenberg, Southern Blood: Vampire Stories from the American South, Cumberland House Publishing, 1997  (ISBN 1888952490)
- avec Martin H. Greenberg, Fields of Blood: Vampire Stories from the American Midwest, Cumberland House Publishing, 1998  (ISBN 1888952792)
- avec Martin H. Greenberg, Streets of Blood: Vampire Stories from New York City, Cumberland House Publishing, 1998
- Boy Meets Boy, St Martin's Press, 1999  (ISBN 0312206364)
- avec Richard Labonté, The Future is Queer: A Science Fiction Anthology, Arsenal Pulp Press, 2006 (ASIN B01FIWV05I)
- The Mammoth Book of New Gay Erotica, Mammoth Books, 2007  (ISBN 1845295935)
- Best Gay Poetry /2008, A Midsummer Night's Press/Lethe Press, 2008  (ISBN 1590211286)
- avec Richard Labonté, First Person Queer: Who You are (So Far), Arsenal Pulp Press, 2007  (ISBN 1607515032)
- avec Richard Labonté, Second Person Queer: Who You are (So Far), Arsenal Pulp Press, 2009 (ASIN B00XWUXQKG)
- avec Richard Labonté, I Like it Like That: True Stories of Gay Male Desire, Arsenal Pulp Press, 2010 (ASIN B00XWUXT58)
- Things Invisible to See: Lesbian and Gay Tales of Magic Realism, Circlet Press, 2013 (ASIN B00BCRV9D2)
- avec Michael Lassell, Two Hearts Desire: Gay Couples on their Love, Bastei Entertainment, 2017 (ASIN B01N9IIFNA)

## Distinctions
- Prix Lambda Literary 1997 avec Carol Queen pour PoMoSexuals: Challenging Assumptions About Gender and Sexuality[7]
- Prix Lambda Literary 2007 avec Richard Labonté pour First Person Queer[8]